# Sander de Rouwe
Sander de Rouwe (Bolsward, 1 november 1980) is een Nederlands politicus en bestuurder. Hij is lid van het CDA. Sinds 1 oktober 2021 is hij burgemeester van Kampen. Van 20 mei 2015 tot 22 september 2021 was hij gedeputeerde van Friesland. Van 1 maart 2007 tot 20 mei 2015 was hij Tweede Kamerlid.

## Levensloop
De Rouwe rondde in 2000 de havo af en studeerde vervolgens tot 2005 bestuurskunde en overheidsmanagement aan de Thorbecke Academie in Leeuwarden. Hij was actief in het CDJA, onder meer als voorzitter van de afdeling Friesland en organisator van Lagerhuisdebatten. Ook was hij bestuurslid van Youth for Christ in zijn woonplaats.

### Politieke carrière
In 2002 werd De Rouwe in de gemeenteraad van Bolsward gekozen. Hij werd in april 2005 geselecteerd om als jong gemeenteraadslid koningin Beatrix en de Staten-Generaal toe te spreken. Bij de gemeenteraadsverkiezingen van 2006 was hij campagneleider voor zijn partij in Bolsward. Als junior beleidsmedewerker was hij betrokken bij de Statenfractie van het CDA in de provincie Friesland. De Rouwe was korte tijd voorlichter van de gemeente Wonseradeel en was tot zijn beëdiging als Tweede Kamerlid werkzaam als communicatieadviseur bij de Provincie Friesland, als leider van een campagne om meer jongeren naar de stembus te trekken bij de Provinciale Statenverkiezingen 2007.

#### Tweede Kamer
Bij de Tweede Kamerverkiezingen 2006 stond De Rouwe op de 46e plaats op de kandidatenlijst van het CDA, te laag om gekozen te worden. Aangezien een aantal Kamerleden van zijn partij tot het kabinet-Balkenende IV toetraden, maakte hij op 1 maart 2007 alsnog zijn entree in het parlement. Hij was op dat moment op leeftijdgenoot Tofik Dibi van GroenLinks na, het jongste Kamerlid. Hij hield zijn maidenspeech op 11 april 2007 bij het debat over de Binnenvaartwet. Hij was voor het CDA woordvoerder: luchtvaart, verkeersveiligheid, binnenvaart en regionale economie.
De Rouwe stond op de kandidatenlijst voor de Tweede Kamerverkiezingen 2010. Ondanks zijn 22e plaats werd hij toch herkozen omdat Jan Peter Balkenende en Jack de Vries hadden aangegeven niet in de Kamer zitting te nemen.
In 2012 stond De Rouwe op de derde plaats van het CDA voor de kandidatenlijst voor de Tweede Kamerverkiezingen 2012. Hij bracht in 2014 samen met Duco Hoogland (PvdA) en Paulus Jansen (SP) een initiatiefnota uit over uitbouw en betere benutting van het Nederlandse wandel- en fietsnetwerk. Op 8 september 2014 werd bekend dat De Rouwe de Tweede Kamer ging verlaten om lijsttrekker te worden van het CDA bij de Provinciale Statenverkiezingen 2015 in Friesland. Op 19 mei nam hij afscheid in de Kamer en werd hij gedecoreerd tot Ridder in de Orde van Oranje Nassau.

#### Provinciale politiek
De Rouwe werd in 2015 als gedeputeerde in Friesland verantwoordelijk voor financiën, economische zaken, kennis en onderwijs, Kennis en Innovatienetwerk Fryslân en toezicht op gemeenten. In september 2018 werd hij opnieuw voorgedragen als lijsttrekker voor de Provinciale Statenverkiezingen 2019. In april 2020 verstrekte De Rouwe financiële steun voor het herstelplan "Slank en slim" voor ijsstadion Thialf. Op 22 september 2021 nam hij afscheid als gedeputeerde en werd Friso Douwstra gedeputeerde van Friesland.

#### Burgemeester van Kampen
Op 1 juli 2021 heeft de gemeenteraad van Kampen De Rouwe voorgedragen als burgemeester van deze gemeente. Op 3 september van dat jaar heeft de ministerraad op voordracht van de minister van Binnenlandse Zaken en Koninkrijksrelaties besloten hem voor te dragen voor benoeming bij koninklijk besluit met ingang van 1 oktober 2021.

## Persoonlijk
- De Rouwe is gehuwd en vader van vier meisjes en vijf jongens.[9] Een zoon overleed 21 juni 2011 op 3-jarige leeftijd in een vijver in Bolsward.[10]
- Hij is protestants.
- In 2007 won De Rouwe het parlementair debattoernooi voor nieuwe Kamerleden.

- Parlement.com: vhdf1dj4zrz4